# Trachythecium mamillatum
Trachythecium mamillatum là một loài Rêu trong họ Hypnaceae. Loài này được Müll. Hal. ex M. Fleisch. mô tả khoa học đầu tiên năm 1923.